# Sunrise Avenue
Sunrise Avenue byla finská rocková skupina založená v roce 2002 v Espoo ve Finsku. Dříve se kapela jmenovala jen „Sunrise“. V roce 2003 však bylo jméno změněno na „Sunrise Avenue“. Sunrise Avenue jsou známi pro jejich chytlavé, melodické, moderní a energické vystupování. Jejich styl kolísá na hranicích pop-rocku a rockových balad. Kapela už prodala více než 700 000 kopií alb a více než 1 000 000 singlů a měla mnoho turné s více než 1000 vystoupeními ve 20 evropských zemích a v Japonsku. Jejich nejznámější songy jsou "Hollywood Hills" (2011), "Fairytale Gone Bad" (2006), "Forever Yours" (2007), "The Whole Story" (2009), "Heal Me" (2007), "Welcome To My Life" (2009) a "Heartbreak Century" (2017). Vydali pět studiových alb, dvě živá, tři DVD a 21 singlů.

## Kariéra
Samu Haber založil kapelu „Sunrise“ spolu s finským zpěvákem a písničkářem Janem Hohenthalem v dubnu 1992. Vystupovali spíše v klubech, na malých festivalech a soukromých večírcích do roku 1998, kdy se Samu Haber přestěhoval do Španělska. Ostatní členové v té době byli basový kytarista Sami Heinänen a bubeník Antti Tuomela.
Po čtyřech letech ve Španělsku a jenom hrstce vystoupení na tamějších večírcích se Haber přestěhoval zpět do Finska. Kapela si také změnila své jméno na „Sunrise Avenue“ v říjnu 2001 v restauraci Memphis v Helsinkách na takzvaném “Sunrise world domination plan meeting.” Mezitím je opustil bubeník Antti Tuomela a kapela tak neměla bubeníka. Basový kytarista Sami Heinänen navrhl logo kapely ve stylu amerického označení ulice po oné schůzce v restauraci.
Jan Hohenthal opustil kapelu v roce 2002, protože se chtěl věnovat své vlastní kariéře. Dneska Hohenthal hraje se svou folkovou kapelou „Metrofolk“. Basový kytarista Sami Heinänen představil kapele nového kytaristu a svého přítele ze střední školy Janneho Kärkkäinena.
S novým bubeníkem Juho Sandmanem, kapela vystupovala na mnoha studentských večírcích, menších festivalech a v malých klubech převážně v oblasti Greater Helsinki area. Kapela také spolupracovala spolu s dvěma finskými producenty (Jone Ullakko a Jani Saastamoinen), než pak poznali jejich „future in-house“ producenta Jukku Backlunda. Haber pořád říká, že Jukka Backlund je jejich „hudební mentor a učitel pro něj i kapelu“. Mezi lety 2002–2005 Samu Haber prošel skoro 102 nahrávacími společnostmi ve Finsku a Švédsku, než se konečně přihlásili do malé skandinávské společnosti Bonnier Amigo Music. Odpověď byla pořád stejná: „Bez černých hadrů a make-upu, rock nebude povolen.“
Aby mohli financovat debutové album „On the Way To Wonderland“, Samu Haber představil takzvaný “Sunrise Avenue Business Plan” svým přátelům. Nahrávací zařízení posléze koupil muž jménem Mikko Virtala. Virtala sponzoroval většinu z nahrávek na albu a také výlet na výstavu „Midem Music Expo“ v Cannes ve Francii, aby se kapela setkala s evropskými manažery a společnostmi. V Cannes Samu Haber také potkal budoucího manažera kapely, Angličana Boba Cunninghama. "On the Way To Wonderland“ bylo vydáno v roce 2006 ve většině Evropy. Největší hit alba „Fairytale Gone Bad“ zabodoval v žebříčcích a rádiích na vysokých pozicích v mnoha zemích a kapela vyjela na 3 vyprodaná, evropská turné a na největší festivaly a dokonce vystoupila na hlavním pódiu německého festivalu „Rock Am Ring“ v roce 2007.
V roce 2007 se také jejich hlavní kytarista Janne Kärkkäinen rozhodl po náročném období odejít. Kärkkäinen pak i zažádal o soudní proces vůči kapele kvůli tomu, že nemají právo vystupovat jako Sunrise Avenue bez něj. Kapela však proces vyhrála a po třech letech „legálního boje“ obě strany nakonec udělaly finanční dohodu a všechna obvinění byla stažena. Takže jméno kapely a obchodní známka náleží jenom a pouze Samu Haberovi.
V roce 2008 Samu Haber a Jukka Backlund zakoupili nahrávací studio Sonic Kitchen Recording Studio v Helsinkách ještě spolu s finským producentem Aku Sinivaloem. Zde také kapela v roce 2009 nahrála své druhé album „Popgasm“.
V roce 2010 kapela nahrála živé album „Acoustic Tour 2010“ během jejich stejnojmenného turné po Německu, Švýcarsku a Rakousku.
Po turné kapela začala makat na jejich 3. studiovém albu spolu s Jukkou Backlundem a novým producentem Jukkou Immonenem. Songy byly napsané v Helsinkách, Los Angeles, Tokiu, Řecku a v Německu. Spolu s dvěma producentskými týmy se Haber stal výkonným producentem a v létě 2010 po spoustě vyjednávání s mnoha skandinávskými nahrávacími společnostmi se kapela přihlásila do celosvětového jednání s Universal Music (obsahující země jako Německo, Švýcarsko a Rakousko). Jednání bylo úspěšné a 3. album „Out of Style“ bylo vydáno v 70 zemích a první singl z tohoto alba “Hollywood Hills“ se stal nejprodávanějším a nejznámějším hitem v mnoha evropských zemích.
Kapela vystartovala na podzim roku 2011 na turné. Během jarní části byla nahrána a pak vydána živá edice alba „Out of Style“ spolu s DVD. Kapela v těchto dnech pracuje na 4. studiovém albu a připravuje se na speciální turné s názvem „The Big Band Theory Tour“, které odstartuje na jaře roku 2013.
Nejúspěšnější singly jsou „Fairytale Gone Bad“, které bylo oceněno platinovou deskou v Německu a ve Finsku a zlatou ve Švédsku. Pak „Forever Yours“ bylo oceněno zlatou deskou ve Finsku a „Hollywood Hills“ dostalo platinovou desku v Německu, Švédsku a Švýcarsku a zlatou ve Finsku a v Rakousku.

## Členové kapely
Finální členové :
- Samu Aleksi Haber (* 2. dubna 1976) – zpěv, kytara (1992–2022)
- Ilkka "Raul" Ruutu (* 28. srpna 1975) – basová kytara, doprovodný zpěv (2002-2022)
- Sami Tapio Osala (* 10. března 1980) – bicí (2005–2022)
- Riku Juhani Rajamaa (* 4. listopadu 1975) – hlavní kytara, doprovodný zpěv (2007–2022)

Zakládající (bývalí) členové :
- Jan Hohenthal – kytara, zpěv (1992–2002)
- Sami Heinänen – basová kytara, doprovodný zpěv (1995–2002)
- Teijo Jämsä – bicí (2004–2006)
- Janne Kärkkäinen – hlavní kytara, doprovodný zpěv (2002–2007)
- Juho Sandman – bicí, doprovodný zpěv (2002–2004)
- Jukka Backlund – klávesy, doprovodný zpěv (2005–2008)
- Olli Tumelius – bicí (2005)

Externí členové (turné, koncerty):
- Osmo Ikonen – klávesy, doprovodný zpěv (2009–2022)
- Jukka Backlund – klávesy, doprovodný zpěv (2005–2022)

## Diskografie
Alba
- On the Way to Wonderland (2006)
- Popgasm (2009)
- Acoustic Tour 2010 (2010)
- Out of Style (2011)
- Out of Style – Live Edition (2012)
- Unholy Ground (2013)
- Fairytales – Best of 2006–2014 (2014)
- Heartbreak Century (2017)
- Live with Wonderland Orchestra (2021)